# Guerra ruso-turca (1828-1829)

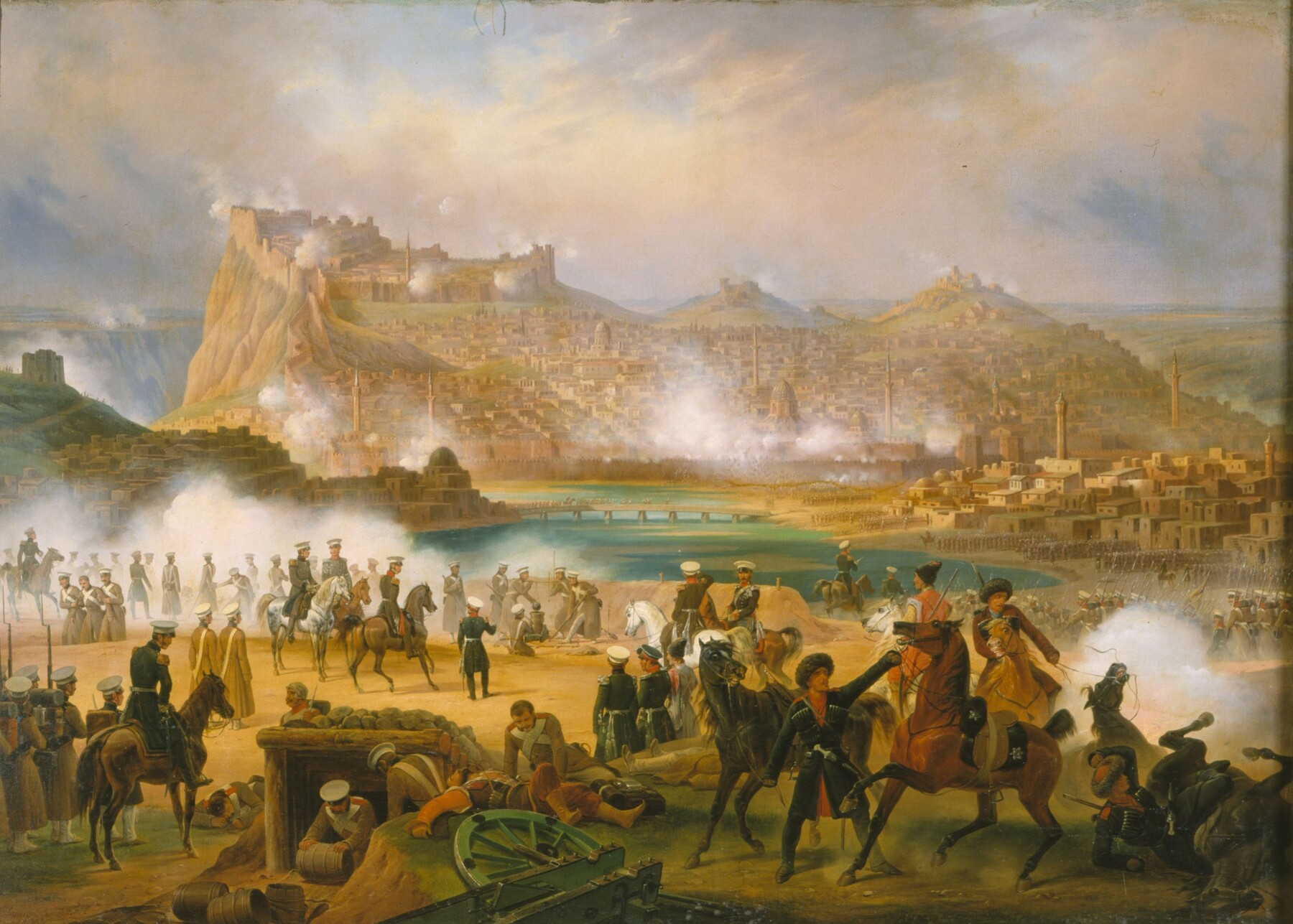
El asedio de Kars 1828, por January Suchodolski.

La guerra ruso-turca de 1828 a 1829 fue un conflicto bélico entre el Imperio ruso y el Imperio otomano a partir de la lucha griega por la independencia. La guerra estalló cuando el sultán, encolerizado por la participación rusa en la batalla de Navarino, cerró los Dardanelos al tráfico de barcos rusos y revocó la Convención de Akkerman (1826).
La guerra finalizó con el Tratado de Adrianópolis y supuso una importante victoria de Rusia y un paso más en la decadencia del Imperio otomano. Rusia obtuvo la mayor parte de la costa oriental del mar Negro y la desembocadura del Danubio. Turquía reconoció la soberanía rusa sobre Georgia y parte de la actual Armenia. A Rusia se le permitía ocupar Moldavia y Valaquia hasta que Turquía pagase una gran indemnización. También Serbia logró la autonomía. El problema de los estrechos se liquidó cuatro años más tarde, cuando ambas potencias firmaron el Tratado de Unkiar Skelessi.